# 拉莫伊爾 (內華達州)
拉莫伊爾（英語：Lamoille）是位於美國內華達州埃爾科縣的普查規定居民點。

## 歷史
拉莫伊爾的郵局於1872年設立，1874年停運後又於1880年重啟，營運至今。

## 人口
根據2020年美國人口普查的數據，拉莫伊爾的面積為4.78平方千米，皆為陸地。當地共有人口130人，而人口密度為每平方千米27.2人。